# Bernhard Welte

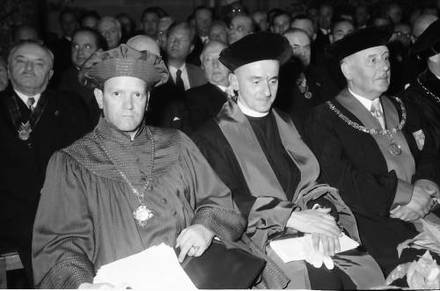
Bernhard Welte (Mitte) bei der 500-Jahr-Feier der Universität Freiburg, 1956

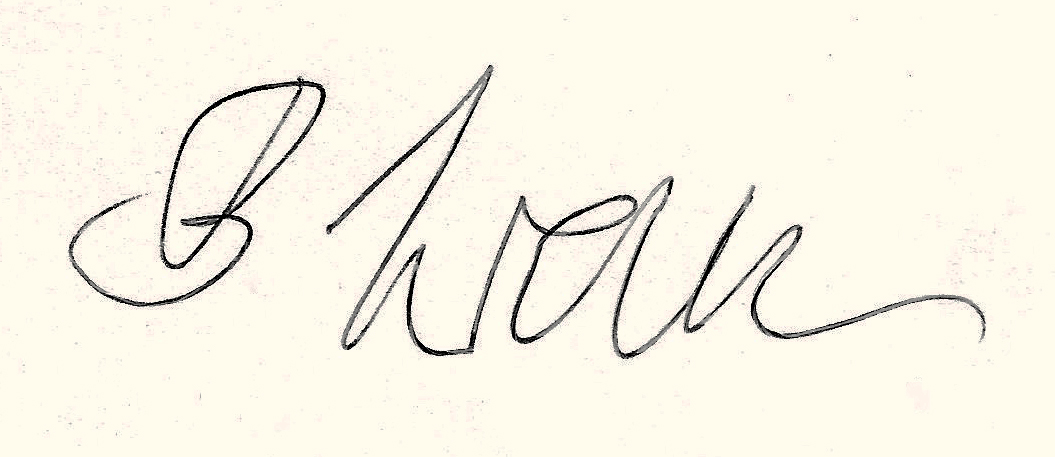
Bernhard Welte. Signatur 1976

Bernhard Welte (* 31. März 1906 in Meßkirch; † 6. September 1983 in Freiburg im Breisgau) war Professor für Christliche Religionsphilosophie in Freiburg.

## Leben
Bernhard Welte wurde am 31. März 1906 in Meßkirch geboren, wo er zwischen 1912 und 1918 die Volksschule und zunächst die Realschule besuchte, bevor er dann ab 1918 in Konstanz das Heinrich-Suso-Gymnasium besuchte und im Konvikt St. Konrad untergebracht war. Nach seinem Abitur begann er 1924 ein Studium der Katholischen Theologie in Freiburg und München.
Die Priesterweihe empfing er 1929. Im selben Jahr wurde er Kooperator am Freiburger Münster. Er war von 1934 bis 1948 Sekretär des ebenfalls aus Meßkirch stammenden Erzbischofs Conrad Gröber und nahm dessen Schwester Marie Gröber nach dessen Tod 1948 in seinen Haushalt auf.
Welte war in den 1940er und 1950er Jahren Mitglied des „Freiburger Kreises“ um Karl Färber, deshalb auch „Färber Kreis“ genannt, in dem Intellektuelle wie Max Müller, Reinhold Schneider, Robert Scherer und Heinrich Ochsner unter anderem neue Wege des theologischen Denkens über die Enge einer neuscholastischen Theologie hinaus für die Zukunft zu erschließen suchten. Über Karl Färber lernte Welte 1934 Heinrich Ochsner kennen, der bis zu seinem Tod 1970 sein engster Freund und Lehrer war.
1938 promovierte Welte bei Engelbert Krebs über Die postbaptismale Salbung zum Doctor theologiae und habilitierte sich 1946 mit Der philosophische Glaube bei Karl Jaspers und die Möglichkeit seiner Deutung durch die thomistische Philosophie. Ochsner besuchte zwischen 1946 und 1970 viele Vorlesungen Weltes und diskutierte anschließend oft mit ihm darüber.
1952 wurde Welte zum Professor für Grenzfragen an der Albert-Ludwigs-Universität Freiburg berufen. 1954 wurde seine Professur umgewandelt in den Lehrstuhl für Christliche Religionsphilosophie, den er bis zu seiner Emeritierung 1973 innehatte. 1955/56 war er Rektor der Albert-Ludwigs-Universität.
In den 1960er-Jahren hielt er mehrmals Gastvorlesungen in Südamerika. Er wurde Förderer des internationalen Austausches von Forschern und Studenten. In den 1970er-Jahren folgten Gastvorlesungen in Jerusalem und im Libanon. Es entstand ein Kontakt mit dem zenbuddhistischen Philosophen Tjuchimura.
Welte hielt 1961 bei der Einweihung des Denkmals für Conrad Gröber anlässlich des 700-jährigen Bestehens der Stadt Meßkirch die Festansprache. Zu seinem 80. Geburtstag wurden Zeichnungen und Gemälde aus seinem Besitz im Meßkircher Martinssaal ausgestellt.
Im Dezember 1966 ernannte Papst Paul VI. Welte zum Päpstlichen Hausprälaten. Bei der Beerdigung von Martin Heidegger 1976 in Meßkirch hielt Welte die Grabrede. 1976/1977 lehrte er im Theologischen Studienjahr Jerusalem.
Bernhard Welte starb am 6. September 1983 in Freiburg im Breisgau im Alter von 77 Jahren und wurde auf dem Friedhof in Meßkirch beerdigt.

## Grundansatz
Welte bringt das philosophische Denken Martin Heideggers und Karl Jaspers’ (siehe: Existenzphilosophie) in eine lebendige Beziehung mit der klassischen Metaphysik (Thomas von Aquin). Er verdeutlicht die Möglichkeit und Notwendigkeit erneuerter religiöser Erfahrung phänomenologisch, indem er die gegenwärtigen Lebenswirklichkeiten diagnostiziert. In der Moderne ist ihm zufolge eine Spannung zwischen der säkularisierten Welt und ihren Bedingungen und Strukturen auf der einen und den Inhalten religiöser Erfahrungen auf der anderen Seite zu erkennen.
Das menschliche Dasein stellt sich – phänomenologisch betrachtet – als endliches Dasein vor dem Hintergrund eines unendlichen Sinns dar. Dieses Phänomen gilt Welte als ursprüngliches Vorverständnis des christlichen Heils. Von diesem Ausgangspunkt soll die Lebenswirklichkeit mit dem christlichen Glauben vermittelt werden, indem sich die Theologie der modernen Philosophie öffnet und sich ganz auf die Geschichtlichkeit des menschlichen Daseins und die Wandelbarkeit von Denken und Sprache einlässt. Epochal geprägte Theologie und Glaubensverkündigung soll bewahrt werden in der Freilegung der Phänomene, deren Sprache diese sind. Dabei wird Überlieferung als Gespräch verschiedener Epochen im Sinne und mit der Methode der geschichtlichen Hermeneutik als notwendiges Kennzeichen für die Theologie herausgestellt.
Zu den Denkern, die neben Heidegger für das Verständnis seines Werks besonders wichtig sind, gehören Augustinus, Thomas von Aquin, Meister Eckhart, Hegel, Kierkegaard, Nietzsche und Maurice Blondel.

## Ehrungen
Im Jahr 1973 wurde er durch die Nationale Universität Córdoba in Argentinien zum Ehrendoktor ernannt. Am 28. Mai 1976 wurde ihm die Ehrenbürgerwürde seiner Heimatstadt Meßkirch zuteil, deren Laudatio durch Max Müller gehalten wurde. Zwei Jahre später wurde ihm das Große Bundesverdienstkreuz verliehen.

## Bernhard-Welte-Gesellschaft
1983 wurde die Bernhard-Welte-Gesellschaft gegründet, „um das geistige Erbe Bernhard Weltes […] zu pflegen, seinen Nachlass zu sichern, die Auseinandersetzung mit seinem Denken zu fördern und in gesellschaftlich relevante Diskurse einzubringen. Darüber hinaus initiiert und unterstützt sie Forschungen zu Fragen, die durch das Werk Bernhard Weltes eröffnet wurden. Sie hat die literarischen Rechte an Bernhard Weltes Nachlass inne, der sich im Archiv der Universität Freiburg befindet, und betreut eine Bibliographie zu seinem Leben und Werk.“
Nachdem Weltes Freiburger Grab 2008 nach Ablauf der 25-jährigen Ruhezeit abgeräumt wurde, weil sich keine Erben mehr fanden, die für den Grabesunterhalt zu sorgen bereit waren, überführte man auf Initiative der Stadt Meßkirch und der katholischen Pfarrgemeinde die Gebeine nach Meßkirch. Der Impuls zur Verlegung der Grabstätte ging von der Bernhard-Welte-Gesellschaft, in der Person des Vorsitzenden Bernhard Casper, aus.

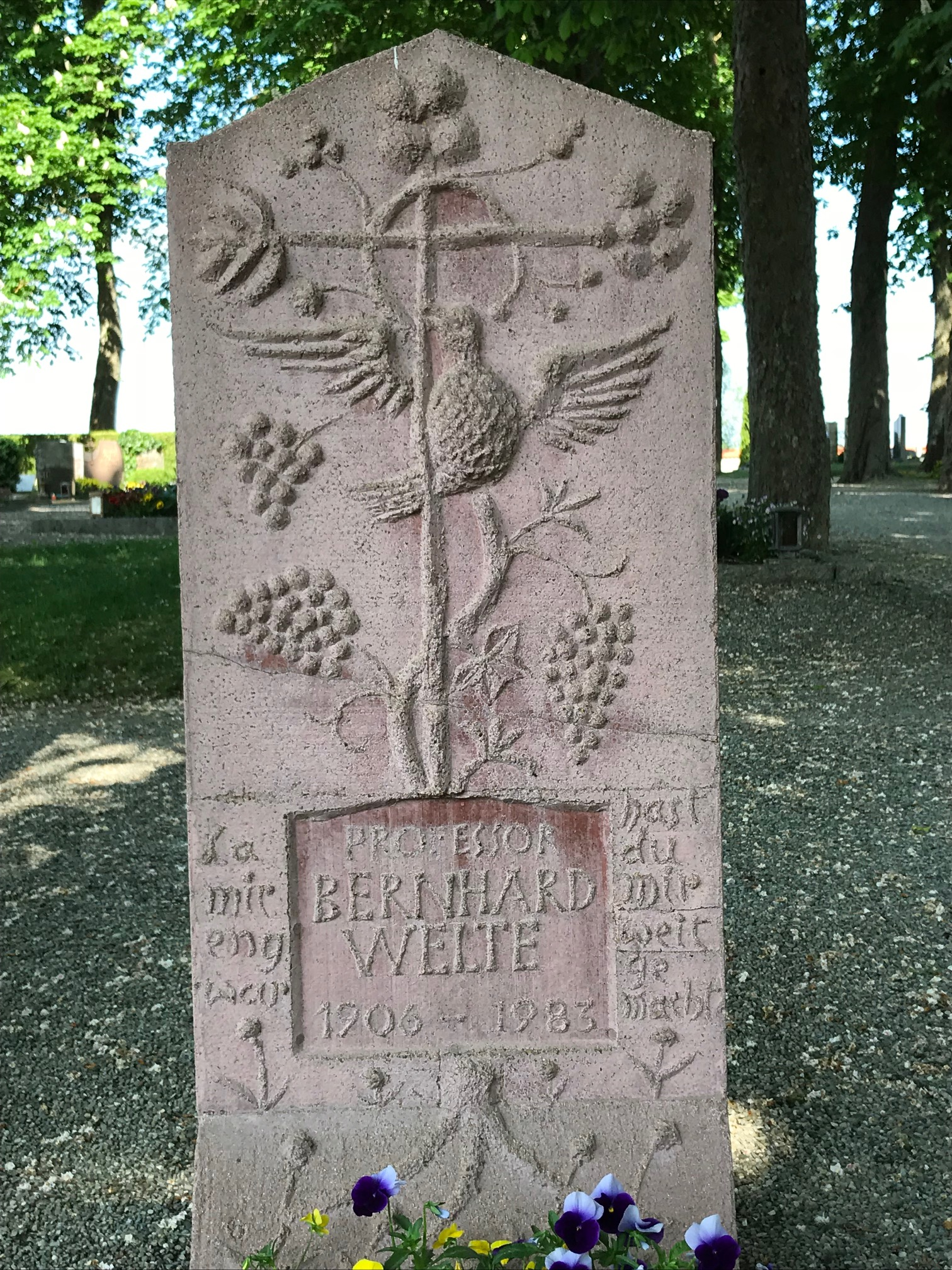
Grab von Bernhard Welte, Meßkirch

Die Wiederbeisetzung von Welte fand am 27. November 2008 im so genannten „Millionenviertel“ des städtischen Friedhofs in Meßkirch statt. Die Grablege, unweit des Martin-Heidegger-Grabs, wird Weltes letzte Ruhestätte bleiben. Das Grab Weltes in Freiburg war aufgrund des von dem bekannten Bildhauer Emil Wachter gestalteten Grabsteins, der jetzt in Meßkirch steht, auch vielen Menschen, die die Schriften Weltes nicht kannten, ein künstlerischer Trost. Emil Wachter hatte mit Welte an der Freiburger Universität Theologie und Philosophie studiert, bevor er sich für die Malerei sowie die Bildhauerei entschied.

## Bernhard-Welte-Preis
Seit 1989 wird der Bernhard-Welte-Preis für hervorragende Dissertationen oder Zulassungsarbeiten von der Theologischen Fakultät der Universität Freiburg verliehen und vom Erzbischöflichen Ordinariat Freiburg gesponsert.

## Werke

### Gesammelte Schriften (Herder Verlag)
- Abt. 1: Grundfragen des Menschseins
  - Bd. 1: Person, 2006
  - Bd. 2: Mensch und Geschichte, 2006
  - Bd. 3: Leiblichkeit, Endlichkeit und Unendlichkeit, 2006
  - Bd. 4: Zu Fragen der Bildung und Erziehung und zu einem neuen Humanismus, 2009
- Abt. 2: Denken in Begegnung mit den Denkern
  - Bd. 1: Meister Eckhart – Thomas von Aquin – Bonaventura, 2007
  - Bd. 2: Hegel – Nietzsche – Heidegger, 2007
  - Bd. 3: Jaspers, 2008
  - Bd. 4: Freiheit des Geistes und christlicher Glaube (1956), 2009
- Abt. 3: Schriften zur Philosophie der Religion
  - Bd. 1: Religionsphilosophie, 2008
  - Bd. 2: Kleinere Schriften zur Philosophie der Religion, 2008
  - Bd. 3: Zur Frage nach Gott, 2008
- Abt. 4: Theologische Schriften
  - Bd. 1: Hermeneutik des Christlichen, 2006
  - Bd. 2: Wege in die Geheimnisse des Glaubens, 2007
  - Bd. 3: Zur Vorgehensweise der Theologie und zu ihrer jüngeren Geschichte, 2007
- Abt. 5: Schriften zur Spiritualität und Predigten
  - Bd. 1: Geistliche Schriften, 2009
  - Bd. 2: Predigten, 2008

### Hauptwerke
- Der philosophische Glaube bei Karl Jaspers und die Möglichkeit seiner Deutung durch die thomistische Philosophie. In: Symposion. Jahrbuch für Philosophie. Hrsg. von H. Conrad-Martius u. a., Bd. 2, Alber, Freiburg/Br. 1949, S. 1–190.
- Vom Geist des Christentums. Knecht, Frankfurt/M. 1955 (2. Aufl. 1966), 105 S.
- Nietzsches Atheismus und das Christentum. Wissenschaftliche Buchgesellschaft, Darmstadt; Hermann Genter, Bad Homburg 1958 (2. Aufl. 1964), 65 S.
- Auf der Spur des Ewigen. Philosophische Abhandlungen über verschiedene Gegenstände der Religion und der Theologie, Herder, Freiburg/Br. 1965, 470 S.
- Determination und Freiheit. Knecht, Frankfurt/M. 1969, 147 S.
- Dialektik der Liebe. Gedanken zur Phänomenologie der Liebe und zur christlichen Nächstenliebe im technologischen Zeitalter. Knecht, Frankfurt/M. 1973, 128 S. (2. Aufl., ergänzt mit einem Vorwort von Bernhard Casper und der Predigt zum Tode Bernhard Weltes von Bischof Klaus Hemmerle, 1984, 136 S.)
- Religionsphilosophie. Herder, Freiburg/Br. 1978, 268 S. (5., überarb. u. erw. Aufl. hrsg. von Bernhard Casper und Klaus Kienzler. Knecht, Frankfurt a. M. 1997, 336 S.)
- Meister Eckhart. Gedanken zu seinen Gedanken. Herder, Freiburg/Br. 1979, 268 S. (durchges. Neuausgabe mit einem Vorwort von Alois M. Haas. Herder, Freiburg/Br. 1992, 268 S.)
- Zwischen Zeit und Ewigkeit. Abhandlungen und Versuche, Herder, Freiburg/Br. 1982, 280 S.
- Was ist Glauben? Gedanken zur Religionsphilosophie. Herder, Freiburg/Br. 1982, 79 S.

### Herausgeberschaft
- Symposion. Philosophische Schriftenreihe. 1958 von Max Müller, Bernhard Welte und Erik Wolf begründet und bis 1975 hrsg. Karl Alber, Freiburg i. Br. / München

### Briefe
- Briefe und Begegnungen. Briefwechsel Martin Heidegger – Bernhard Welte, Stuttgart: Klett-Cotta 2003, 191 S.

### Lyrik
- Lieder der Nacht, Lieder des Tages aus dem Libanon. Sieben Gedichte, deutsch / französisch. Französische Übersetzung von Ursula Assaf-Nowak und Wahid Moubarak. Imprimerie Sankt Paul, Jounieh (Libanon) 1988.

### Tondokumente
- Determination und Freiheit – Vortrag am 10. November 1969 in der Katholischen Akademie der Erzdiözese Freiburg Onlineressource